# Lac Blanc (îles Kerguelen)
Pour les articles homonymes, voir Lac Blanc.
Le lac Blanc est un lac situé à l'ouest de la Grande Terre dans les îles Kerguelen des Terres australes et antarctiques françaises (TAAF).

## Géographie

### Situation
Lac gelé la plupart du temps, le lac Blanc est situé à l'ouest de la calotte glaciaire Cook sur la Grande Terre, à environ 420 m d'altitude. Globalement circulaire avec quelques extensions au nord et au sud, il fait 1 km de longueur et 0,7 km de largeur maximales, et est alimenté principalement par l'eau de fonte des glaces du glacier Cook. Son exutoire rejoint après quelques centaines de mètres la rivière des Six Lacs qui traverse six étendues d'eau et parcourt la zone à l'ouest du glacier Cook.

### Toponyme
Le lac doit son nom – attribué en 1966 par la commission de toponymie des îles Kerguelen – à son caractère gelé de manière presque permanente et, en conséquence, à son aspect visuel.